# Nevenka Troha
Nevenka Troha, slovenska zgodovinarka, * 15. junij 1951, Ljubljana.
Trenutno je znanstvena svetnica na Inštitutu za novejšo zgodovino (INZ). Osredotoča se na raziskovanje zgodovine Primorske in Istre.

## Zgodovina
Diplomirala je iz zgodovine in sociologije na Filozofski fakulteti v Ljubljani; tam je leta 1993 tudi magistrirala in leta 1996 še doktorirala.
Sprva je bila zaposlena na Zasavskem muzeju v Trbovljah (1974-86), nato pa v Zgodovinskem arhivu CK ZKS (1986-90), v Arhivu Republike Slovenije (1990-97) in od leta 1997 pa v INZ.
Je nečakinja znane komunistične političarke Lidije Šentjurc.

## Dela
- Komu Trst: Slovenci in Italijani med dvema državama (Ljubljana, Modrijan), 1999.